# MZKT-6515
Der MZKT-6515 (russisch МЗКТ-6515) ist ein schwerer Lastkraftwagen des belarussischen Herstellers Minski Sawod Koljosnych Tjagatschei (russisch Минский завод колёсных тягачей, kurz MZKT bzw. МЗКТ, auf Deutsch Minsker Radschlepperwerk). Der vierachsige Baukipper wird seit 1994 produziert und ist für ein Gesamtgewicht von 46 Tonnen ausgelegt. Im Laufe der Zeit entstanden verschiedene Versionen des Fahrzeugs, die sich unter anderem in der Form des Aufbaus unterscheiden.

## Fahrzeuggeschichte

Draufsicht auf einen MZKT-6515, der Asphalt liefert (2016)

Bereits 1979 hatte es mit dem MAZ-7516 einen Prototyp eines schweren Kippers aus der Fertigung von MZKT gegeben. Dazu wurde das Allradfahrgestell eines MAZ-543 mit einer Kippmulde für 19 Tonnen Last ausgerüstet. Zu einer Serienfertigung kam es jedoch zu sowjetischen Zeiten nie.
Das Minski Sawod Koljosnych Tjagatschei begann drei Jahre nach dem Zerfall der Sowjetunion 1994 mit der Fertigung des MZKT-6515. Die erste überarbeitete Modellvariante, der MZKT-65158, erschien 1997. Er war für 48 Tonnen zulässiges Gesamtgewicht ausgelegt und hatte einen Motor vom Typ JaMZ-238D, der 330 PS (243 kW) leistet. Die Kabinen wurden vom Minski Awtomobilny Sawod zugeliefert und entsprechen jenen des MAZ-5337. Sie werden in gleicher Optik auch bei aktuellen Lastwagen des Herstellers verwendet. Beladen verbraucht das Fahrzeug 51,8 l/100 km bei konstanten 80 km/h, für die Beschleunigung aus dem Stand auf 60 km/h benötigt es 61,1 Sekunden. Auf unbefestigten Straßen steigt der Verbrauch auf 102 l/100 km an, bei einer Durchschnittsgeschwindigkeit von 26,5 km/h (abhängig vom Straßenzustand).
Anders als viele andere Fahrzeuge des Herstellers hat der Kipper keinen Allradantrieb, nur die hinteren beiden Achsen sind angetrieben. Als Antrieb dient bei aktuellen Exemplaren ein V8-Viertakt-Dieselmotor vom Typ JaMZ-7511.10, der im Jaroslawski Motorny Sawod gefertigt wird. Bei 14,86 Litern Hubraum leistet er 400 PS (294 kW) und hat ein Nenndrehmoment von 2110 Nm. Er erfüllt die Euro-2-Abgasnorm und ist für 800.000 Kilometer Lebensdauer ausgelegt. Der Lkw hat ein mechanisches Schaltgetriebe mit neun Vorwärtsgängen und einem Rückwärtsgang. Die Bremsanlage arbeitet mit Druckluft und ist mit ABS ausgestattet.
Die meisten Versionen des Lastwagens sind technisch für eine Zuladung von 30 Tonnen bei etwa 16 Tonnen Eigengewicht ausgelegt. Ist das Fahrzeug voll ausgelastet, beträgt die Achslast hinten jeweils 15 Tonnen und damit mehr, als zum Beispiel in Deutschland im öffentlichen Straßenverkehr zulässig wäre. Mit dem MZKT-651520 wurde auch eine Version für 25 Tonnen Zuladung gebaut, das Fahrzeug hat eine Dreiseitkippbrücke. Andere und aktuell angebotene Versionen sind als Hinterkipper ausgeführt.
MZKT bietet mittlerweile ähnliche Fahrzeuge mit moderneren Motoren und Kabinen an. Das Minski Awtomobilny Sawod fertigt ebenfalls in Minsk seit 2008 mit dem MAZ-6516 ein sehr ähnliches Fahrzeug.

## Technische Daten
Für den MZKT-651510 wie ihn der Hersteller Mitte 2018 anbot.
- Motor: Achtzylinder-Viertakt-Dieselmotor
- Motortyp: JaMZ-7511.10
- Leistung: 400 PS (294 kW) bei 1900 min−1
- Hubraum: 14.860 cm³
- Bohrung: 130 mm
- Hub: 140 mm
- Drehmoment: 2110 Nm
- Lebensdauer: 800.000 km
- Motorgewicht: 1250 kg
- Getriebetyp: mechanisches Neunganggetriebe mit Rückwärtsgang
- Höchstgeschwindigkeit: 75 km/h
- Tankinhalt: 350 l
- Bremse: Druckluftbremse mit ABS, Motorbremse
- Antriebsformel: 8×4

Abmessungen und Gewichte
- Länge: 9400 mm
- Breite: 2550 mm
- Breite über Außenspiegel: 2960 mm
- Höhe: 3850 mm
- Radstand: 1500 + 3300 + 1400 mm
- Spurweite vorne: 2162 mm
- Spurweite hinten: 2030 mm (Mitte äußere Räder der Doppelbereifung)
- Bodenfreiheit: 280 mm
- Wendekreis: 23 m
- maximal befahrbare Steigung: 25 %
- Reifengröße: 12,00R20
- Rauminhalt Kippmulde: 20 m³
- Leergewicht: 16.000 kg
- Zuladung: 30.000 kg
- zulässiges Gesamtgewicht: 46.000 kg
- Achslast vorne: 2 × 8000 kg
- Achslast hinten: 2 × 15.000 kg